# Filipinas nos Jogos Olímpicos de Inverno de 2018
As Filipinas participaram dos Jogos Olímpicos de Inverno de 2018, realizados na cidade de Pyeongchang, na Coreia do Sul.
O país fez sua quinta aparição em Olimpíadas de Inverno, sendo a segunda consecutiva. Dois atletas representaram o país: o esquiador alpino Asa Miller, e o patinador artístico Michael Christian Martinez.

## Desempenho

### Esqui alpino
Masculino
| Atleta     | Evento         | Descida 1 | Descida 2 | Total   | Pos. |
| ---------- | -------------- | --------- | --------- | ------- | ---- |
| Asa Miller | Slalom gigante | 1:27.52   | 1:22.43   | 2:49.95 | 70º  |

### Patinação artística
| Atleta                     | Evento               | Programa curto | Programa curto | Programa livre | Programa livre | Total       | Total       |
| Atleta                     | Evento               | Pontos         | Pos.           | Pontos         | Pos.           | Pontos      | Pos.        |
| -------------------------- | -------------------- | -------------- | -------------- | -------------- | -------------- | ----------- | ----------- |
| Michael Christian Martinez | Individual masculino | 55.56          | 28º            | Não avançou    | Não avançou    | Não avançou | Não avançou |

Legenda
| Recorde mundial      | Recorde mundial (World record)               |                       | Recorde africano                      | Recorde africano (African) |                                           | Q | Classificado por posição (Qualified) |
| Recorde olímpico     | Recorde olímpico (Olympic record)            | Recorde da América    | Recorde da América (Americas)         | q                          | Classificado por melhor tempo (Qualified) |   |                                      |
| Melhor marca do ano  | Melhor marca do ano (World leading)          | Recorde asiático      | Recorde asiático (Asian)              | DNS                        | Não largou (Did not start)                |   |                                      |
| Recorde nacional     | Recorde nacional (National record)           | Recorde europeu       | Recorde europeu (European)            | DNF                        | Não terminou (Did not finish)             |   |                                      |
| Recorde pessoal      | Recorde pessoal do atleta (Personal best)    | Recorde da Oceania    | Recorde da Oceania (Oceania)          | DSQ / DQ                   | Desclassificado (Disqualified)            |   |                                      |
| Recorde da temporada | Recorde da temporada do atleta (Season best) | Recorde sul-americano | Recorde sul-americano (South America) | NM                         | Sem marca (No mark)                       |   |                                      |